# Refree
Raül Fernández Miró (Barcelona, 1976), més conegut com a Refree, és un músic, compositor i productor català. Les seves produccions musicals fusionen el rock experimental, el flamenc, la cançó d'autor i el pop amb ocasionals influències jazz segons el projecte. Interpreta les seves composicions en català i castellà. Ha produït discos d'artistes com Lee Ranaldo, Rocío Márquez, Nacho Umbert, Senior i el Cor Brutal, Christina Rosenvinge, Roger Mas, Las Migas, Sílvia Pérez Cruz en solitari, Rodrigo Cuevas, Josh Rouse, Kiko Veneno i Mala Rodríguez entre d'altres.
El seu interès per les arts escèniques l'ha portat a compondre la banda sonora d'algunes pel·lícules com Entre dos aguas d'Isaki Lacuesta (amb la qual va guanyar el premi Gaudí a la millor música original), Black is Beltza, la pel·lícula d'animació que va estrenar Fermin Muguruza l'any 2018, i el drama familiar Ojos negros de Marta Lallana i Ivet Castelo de 2019.

## Discografia
- Refree, Quitamiedos (Acuarela, 2002)
- Refree, Nones (Acuarela, 2003)
- Refree, La matrona (Acuarela, 2005)
- Refree, Els invertebrats (Acuarela, 2007)
- Refree, Matilda (Marxophone, 2010)
- Refree, Tots Sants (2012)
- Refree, Nova Creu Alta (El segell del Primavera, 2013)
- Sílvia Pérez Cruz & Raül Fernandez Miró (Raül Refree), granada (2014, Universal Music Spain)
- Rosalía (Rosalía Vila & Raül Refree), Los Ángeles (2017, Universal Music Spain)
- Refree, Jai Alai vol.01 (El Segell del Primavera, 2017)
- Refree Jai Alai vol.02 (2018)
- Albert Pla & Raül Refree, Miedo (BSO) (Enunplisplas Música, 2018)
- Refree, La otra mitad (Glitterbeat/tak:til, 2018)
- Lee Ranaldo & Raül Refree, Names of North End Women (Single) (Mute, 2019)
- Lina & Raül Refree, Cuidei que Tinha Morrido (Single) (Glitterbeat, 2019)
- Richard Youngs & Raül Refree, All Hands Around The Moment, (Soft Abuse, 2019)
- Lina & Raül Refree, Lina_Raül Refree (Glitterbeat, 2020)
- Lee Ranaldo & Raül Refree, Names of North End Women (Mute, 2020)
- Refree, El espacio entre (Tak:til, Glitterbeat, 2023)
- Raül Refree & Pedro Vian, Font de la Vera Pau (Modern Obscure Music, 2023)
- Raül Refree, La Mesías BSO (Movistar Sound, 2023)

### Produccions
- The Rockdelux Experience (2002)
- The Rockdelux Experience vol. II (2004)
- El Hijo, La piel del oso (ep, 2005)
- Roger Mas, Mística doméstica (2006)
- Aroah, El día después (2007)
- El Hijo, Las otras vidas (2007)
- El Hijo, Madrileña (2010)
- Las Migas, Reinas del Matute (Nuevos Medios, 2011)
- Nacho Umbert, Ay... (Acuarela, 2010)
- Senior i el Cor Brutal, Gran (Malatesta Records i La Casa Calba, 2011)
- Fernando Alfaro, La vida es extraña y rara (2011)
- Christina Rosenvinge, Un caso sin resolver. (Warner, 2011)
- Nacho Umbert, No os creáis ni la mitad (Acuarela, 2011)
- Silvia Pérez Cruz,11 de novembre (Universal Music Spain, 2012)
- Els Pets, L'àrea petita (2013)
- Kiko Veneno, Sensación Térmica (Warner, 2013)
- Silvia Pérez Cruz, Granada (Universal Music Spain, 2014),
- Rocío Márquez, El Niño (Universal, 2014)
- Lee Ranaldo, Acoustic Dust (2014)
- Nacho Umbert, Familia (2015)
- Christina Rosenvinge, Lo nuestro (El segell del Primavera, 2015)
- Maria Rodés, Creo que no soy yo (2016)
- Josele Santiago, Transilvania (2017)
- Lee Ranaldo, Electric Trim (Mute, 2017)
- Rocío Márquez, Firmamento (Universal Music Spain, 2017)
- 77, Bright Gloom (Century Media, 2018)
- El Niño de Elche, Antología del Cante Flamenco Heterodoxo (Sony Music Entertainment Spain, 2018)
- Amaia Romero, Un nuevo lugar (single) (2018, Universal Music Spain), as author and producer
- C. Tangana, El Niño de Elche, Un Veneno (Sony Music Entertainment Spain, 2018)
- Luísa Sobral, Rosa (Universal Music Portugal, 2018)
- La M.O.D.A., La Zona Galáctica (2019)
- La M.O.D.A, Colectivo Nostalgia (2019)
- Rodrigo Cuevas, Manual de Cortejo, Rodrigo Cuevas Ronda a Raül Refree (Aris Música, 13 December 2019)
- Lina & Raül Refree, Lina_Raül Refree (Glitterbeat, 2020)
- Cocanha, Puput (Pagans, 2020)
- Guitarricadelafuente, Desde las Alturas (Tumbalacasa, 2020)
- nostalgia.en.los.autobuses, Delfines (single) (Altafonte, 2020)
- nostalgia.en.los.autobuses, Las tumbas de los escritores (single) (Altafonte, 2020)
- nostalgia.en.los.autobuses, Naturaleza (single) (Altafonte, 2020)
- nostalgia.en.los.autobuses, Ojos brillantes (single) (Altafonte, 2020)
- Ricky Martin, Quiéreme (single from PAUSA) (Sony Music US, 2020)
- Guitarricadelafuente, Ya Mi Mama Me Decía (Tumbalacasa, 2020)
- Anaju, Rota (Sony, 2020)
- La M.O.D.A, Ninguna Ola (La M.O.D.A., 2020)
- C. Tangana, Un Veneno (G-Mix) [El Madrileño] (Sony Music Entertainment España, 2021)
- Sílvia Pérez Cruz, Disculpe, Babe [El Justiciero, Cha, Cha, Cha: Un tributo a Os Mutantes] (Warner/Chappell Brasil)
- Gabriela Richardson, Palomita Negrita (The Project Music Talent, sl, 2021)
- Guitarricadelafuente, Mil y Una Noches (Sony Entertainment Spain, 2021)
- Guitarricadelafuente, Vidalita y el mar (Sony Entertainment Spain, 2022)
- Perrate, Tres Golpes (fandango callejero) (single) (Lovemonk Discos Buenos / El Volcán Música, 2022)
- Maestro Espada, Murciana y Estrellica (singles) (La Castanya, 2022)
- Guitarricadelafuente, La Cantera (Sony Entertainment Spain, 2022)
- Niño de Elche, Flamenco. Mausoleo de celebración, amor y muerte (Sony Entertainment Spain, 2022)

### Col·laboracions
- Vientos y lugares (2008), part del projecte Immigrasons, amb Juan Pablo Vila i Caps de Cera.
- Arranjaments de cordes i vents per El tiempo de las cerezas, de Nacho Vegas i Enrique Bunbury. (2006)
- Immigrasons. Co-director of the project. (Discmedi, 2006)
- 15 anys del Teatre-Auditori de Sant Cugat (15 years of the Auditorium Theater of Sant Cugat). Direction and arrangements for orchestra. Together with the Orquestra Nacional Clàssica d'Andorra. (2008)
- Vientos y lugares. Co-director of the project; with Juan Pablo Villa y Cabezas de Cera. (Sonoesfera, 2008)
- Refree & Standstill interpret E.Varèse, R.Strauss, G.Ligeti, S.Reich y J.Adams. Festival Digressions of Auditorio de Barcelona (2008)
- Ojo con la Mala. Musical director of the concert of Mala Rodríguez with the Original Jazz Orquestra del Taller de Músics. (2008)
- Doubles with Josh Rouse for Europe and USA (2009/2010)
- Brindando con José Alfredo Jiménez with the song "Cuando vivas conmigo". (2010)
- Cançons de bandolers i molt mala gent (Songs of bandits and bad people), show with Maria Rodés. Musical direction and arrangements. (2010)
- Collaborations in recording of Josh Rouse & The Long Vacations, of Josh Rouse (2011)
- Rèquiem, with Enric Montefusco (2012)
- Ukulele on the song Last Night on Earth of Lee Ranaldo (2013)
- Guerra, interactive musical in 3D, with Albert Pla and Fermin Muguruza (2015–2016)
- Miedo, interactive musical in 3D, with Albert Pla(2018-)
- A Tocar!, Opening of Festival Grec 2020, with Baró D'Evel, Mal Pelo, Frederic Amat & friends (2020)

### Bandes sonores
- Infidels, (Diagonal TV/TVC, 2009–11)

- Barcelona era una festa underground, dirigida per Morrosko Vila-San-Juan (2010)
- Barcelona Ciutat Neutral, dirigida per Sònia Sánchez (Prodigius Cinema/TVC, 2011)

- Et dec una nit de divendres, dirigida per Dimas Rodríguez (Imuff/TVC, 2013)

- Line-up, dirigida per Àlex Julià (Igloo Films/Primavera Sound, 2014)

- Les nenes no haurien de jugar al fútbol, dirigida per Sònia Sánchez (Zentropa/TVC, 2014)

- Yoghurt Utopia, dirigida per Anna Thomson i David Baksh (2017)

- Black is Beltza, dirigida per Fermín Muguruza (2018)

- Entre dos aguas, dirigida per Isaki Lacuesta (2018)

- Ojos Negros, dirigida per Marta Lallana i Ivet Castelo (Nanouk Films, 2019)
- Un año, una noche, dirigida per Isaki Lacuesta (Bambú Prod., Nov. 2022)
- Yerma, dirigida per Juan Carlos Martel, escrita per Frederico Lorca (Teatre Lliure, 2022)
- Muyeres, dirigida per Marta Lallana (2023) (Official Section Shanghai International Film Festival, SIFF) - Creador, compositor i actor
- La Mesías, dirigida per Javier Calvo i Javier Ambrossi (Movistar, oct. 2023)